# Dead to this World
Dead to This World (DTTW) es una banda noruega de black thrash metal, fundada en  2002 por Stian Smørholm (Iscariah) en Fusa, Hordaland. Inicialmente, DTTW fue formada como un proyecto en solitario de Iscariah, que acababa de abandonar Immortal; aunque desde 2006 la banda está formada por más miembros.

## Biografía
Dead to this World se fundó en 2002, cuando el bajista Stian Smørholm, más conocido como Iscariah, abandonó Immortal tras grabar los álbumes Damned In Black y Sons of Northern Darkness. Poco después se unió a Necrophagia y más tarde fundó su proyecto en solitario. 
Durante los tres años siguientes, Iscariah estuvo ocupado con sus otros proyectos paralelos: los mencionados Necrophagia, Wurdulak y The Clan Destined y la primera grabación de Dead to this World, la demo Dominions of Death, tuvo que esperar hasta 2005 para ser publicada. La demo contiene 3 canciones y fue grabada en los estudios Voltage en Bradford (Reino Unido). En mayo del año siguiente se unieron a la banda dos nuevos miembros: el guitarrista Radomir Michael Nemec (Goatpromoter Lava) y el batería Tormod Haraldson (Mord). En ese mismo mes fue publicado un split con Audipain.
Su primer álbum de estudio fue publicado en 2007 con el nombre First Strike for Spiritual Renewance con rasgos característicos del black metal (voces guturales) y del thrash metal (gran velocidad en los temas).
En enero del año siguiente realizan su primer concierto en Oslo en el Inferno Metal Festival y en verano participan en el Hole in the Sky en su ciudad natal, Bergen.
También en 2008, Kvitrafn abandona el grupo, diciendo que necesita más tiempo para sus otros proyectos; su puesto lo ocuparía el italiano m:A Fog (ex-Glorior Belli).
En noviembre de 2009 confirmaron que Skyggen (Gorgoroth) sería su guitarrista en vivo en los siguientes conciertos, asimismo anuncian que comenzaron la grabación de un mini-CD que saldrá a la venta el año que viene. En enero de 2010, la banda anunció que Skyggen era ya un miembro oficial.

## Miembros
| Nombre           | Apodo      | Años              | Instrumento                      |
| ---------------- | ---------- | ----------------- | -------------------------------- |
| Stian Smørholm   | «Iscariah» | 2002 – actualidad | Guitarrista, vocalista y bajista |
| Massimo Altomare | «m:A Fog»  | 2008 – actualidad | Batería                          |
| Jan Atle Lægreid | «Thurzur»  | 2008 – actualidad | Bajista                          |
|                  | «Skyggen»  | 2010 – actualidad | Guitarrista                      |

| Nombre                | Apodo               | Años        | Instrumento |
| --------------------- | ------------------- | ----------- | ----------- |
| Einar Selvik          | «Kvitrafn»          | 2007 – 2008 | Batería     |
|                       | «Divra Xul»         | 2008 – 2009 | Guitarrista |
|                       | «Arvid»             | 2008        | Guitarrista |
| Radomir Michael Nemec | «Goatpromoter Lava» | 2006 - 2007 | Guitarrista |
| Tormod Haraldson      | «Mord»              | 2006 – 2007 | Batería     |

## Premios y distinciones

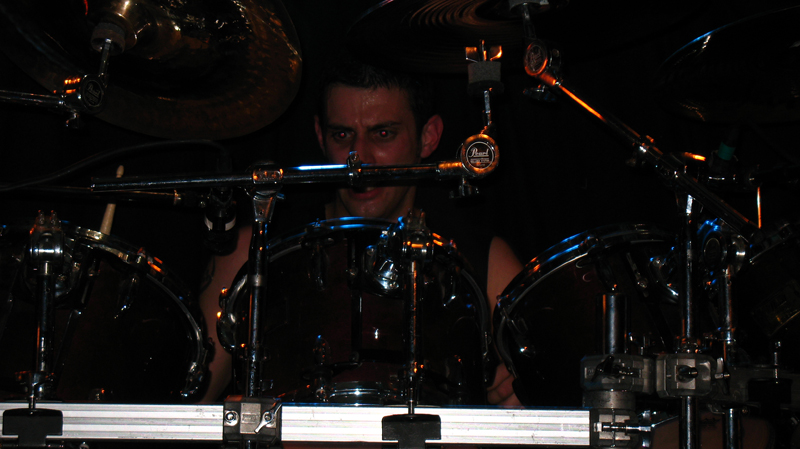
m:A Fog, batería desde 2008.

| Bergensprisen | Bergensprisen                        | Bergensprisen | Bergensprisen | Bergensprisen |
| Año           | Álbum                                | Categoría     | Resultado     |               |
| ------------- | ------------------------------------ | ------------- | ------------- | ------------- |
| 2007          | First Strike for Spiritual Renewance | mejor álbum   | Nominado      |               |

## Discografía

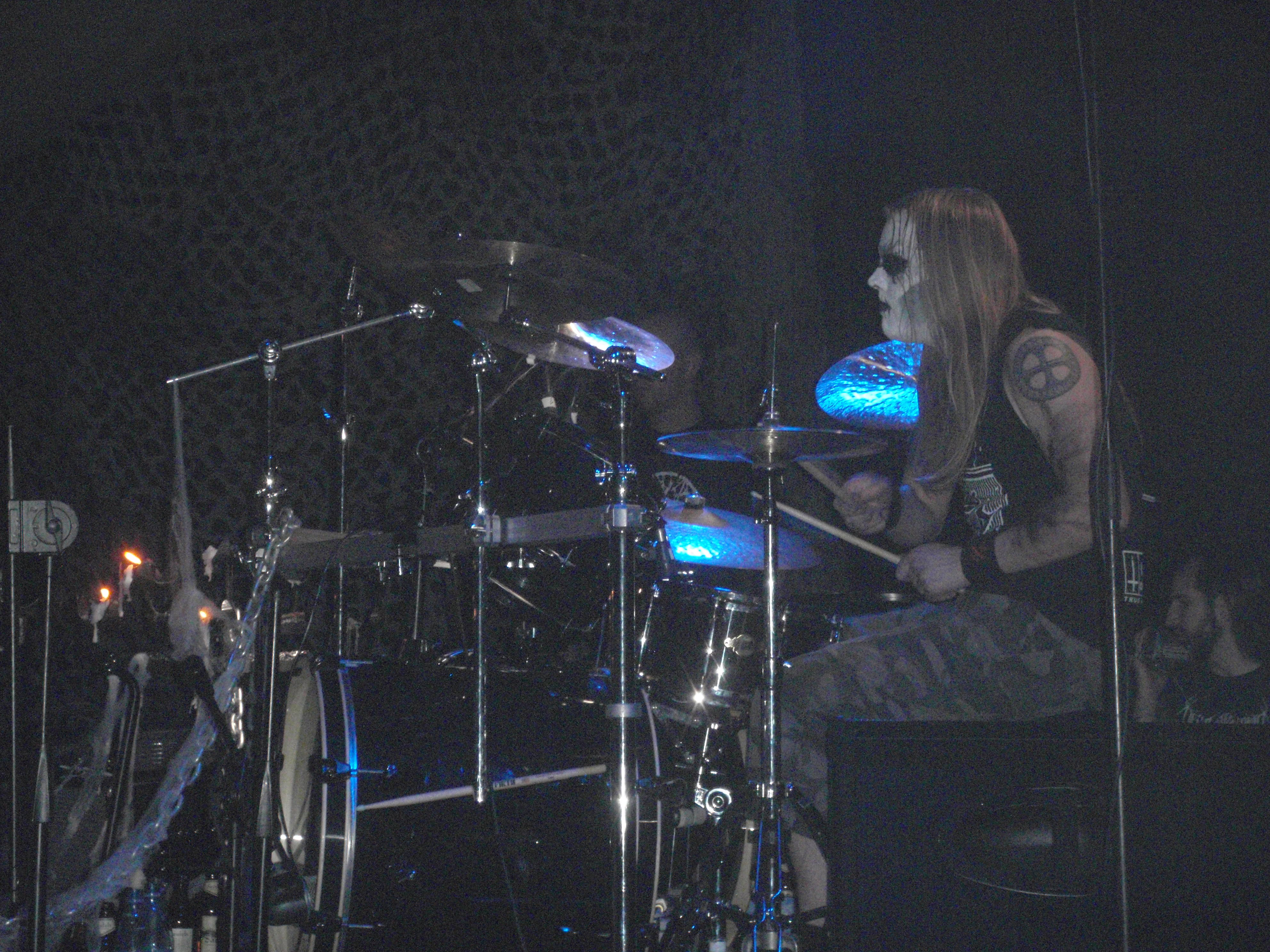
Thurzur (bajista), actuando con Taake.

- Dominions of Death (demo)[8] - (2005)
- Audiopain / Dead to This World (split)[9] - (2006)
- First Strike for Spiritual Renewance[10]  - (2007)